# Gottfried Gerner-Wolfhard
Gottfried Gerner-Wolfhard (* 1940 in Karlsruhe) ist ein evangelischer Theologe, Pfarrer und Oberkirchenrat i. R.

## Leben und Wirken
Der im Stadtteil Karlsruhe-Durlach geborene Gerner-Wolfhard studierte nach seinem Abitur 1959 Theologie an den Universitäten Heidelberg und Göttingen sowie der Kirchlichen Hochschule Berlin-Zehlendorf mit Abschluss 1. und 2. theologische Prüfung (1964). Als Gemeindepfarrer und hauptamtlicher Religionslehrer war er in Mannheim und Dühren eingesetzt. Zuletzt war er Mitglied des Oberkirchenrats der Evangelischen Landeskirche in Karlsruhe.
In der Evangelischen Hochschule Freiburg war er ab 2005 als Honorarprofessor für Kirchengeschichte aktiv. Er gehörte auch der Findungskommission des Internationalen Melanchthonpreises der Europäischen Melanchthon-Akademie in Bretten sowie dem ökumenischen Arbeitskreis im Evangelischen Oberkirchenrat in Karlsruhe an.
In zahlreichen Projekten zur Kirchengeschichte und Ökumene arbeitet Gerner-Wolfhard nach wie vor mit dem Theologen Johannes Ehmann und dem Verleger Jeff Klotz zusammen.

## Schriften (Auswahl)
- Kleine Geschichte des Protestantismus in Baden. Braun, Karlsruhe 2013.
- mit Johannes Ehmann, Jeff Klotz (Hrsg.): Grundlagen der Evangelischen Kirche in Baden. Quellen zu Bekenntnis, Lehre, Ordnungen Kirchengemeinschaft und Ökumene 1556–2017. Klotz Verlagshaus, Neulingen 2021, ISBN 978-3-948968-80-9